# Cannoli
Els cannoli (en singular, cannolu en sicilià, cannolo en italià, que vol dir tub menut) són unes postres tradicionals de la cuina siciliana. Arran de la immigració de molts italians als Estats Units, són també uns dolços molt populars entre la diàspora d'aquell territori.
El farcit interior s'elabora a base de formatge ricotta, i menys habitualment amb mascarpone. Sovint s'hi afegeixen més gustos amb combinacions de vainilla, xocolata, pistatxo, marsala, aigua de roses o altres aromatitzants. És freqüent trobar-hi ingredients addicionals, com fruites o boletes de xocolata, als extrems. El rang de mides va des dels «cannulicchi», no més grans que un dit, fins a les proporcions més grans, que es troben a llocs com Piana degli Albanesi, al sud de Palerm, i que poden arribar a fer entre 15 a 20 cm de llarg i tenir un diàmetre de 4-5 cm.
Són originaris de l'àrea de Palerm, on eren preparats durant l'època de Carnaval, possiblement com a símbol de fertilitat. Una llegenda assegura que llur origen es remunta a l'harem de Caltanissetta, durant la dominació àrab de l'illa.